# 于驷兴
于驷兴（1875年—20世纪？）字振甫，安徽寿县人。中华民国及满洲国政治人物。

## 生平
于驷兴历任中东铁路交涉处帮办，黑龙江省铁路交涉总局帮办，哈尔滨铁路交涉局总办，黑龙江省交涉局总办，黑龙江都督府秘书长，黑龙江内务司长，绥兰道道尹，政务厅厅长。黑龙江省代理省长兼教育厅长。1925年郭松龄发兵被张作霖击败后，于驷兴辞去省长职务。
1932年满洲国成立后，他任黑龙江省公署顾问。1937年任黑龙江省图书馆馆长，满洲国赤十字社齐齐哈尔市分会会长。